# Herpes simple
El herpes simple (del latín herpes y del griego ἕρπης 'reptar') es una enfermedad infecciosa inflamatoria de tipo vírico,  que se caracteriza por la aparición de lesiones cutáneas formadas por pequeñas vesículas agrupadas en racimo y rodeadas de un aro rojo.

La enfermedad es causada por el virus del herpes simple (HSV, en inglés) o virus herpes hominis, que muestra dos tipos.

El tipo I (HVS-1) que afecta cara, labios, boca y parte superior del cuerpo.

El tipo II (HVS-2) que se presenta más frecuentemente en genitales y parte inferior del cuerpo.

Actualmente no existe cura definitiva para el herpes. 
Sin embargo, hay varias formas de tratamiento disponibles para reducir los síntomas y acelerar el proceso de curación de las lesiones, tras el cual el virus persistirá de forma latente en el organismo hasta la reaparición del siguiente episodio activo.

Los tipos de herpes simple han de distinguirse del herpes zóster que es una entidad nosológica totalmente distinta.

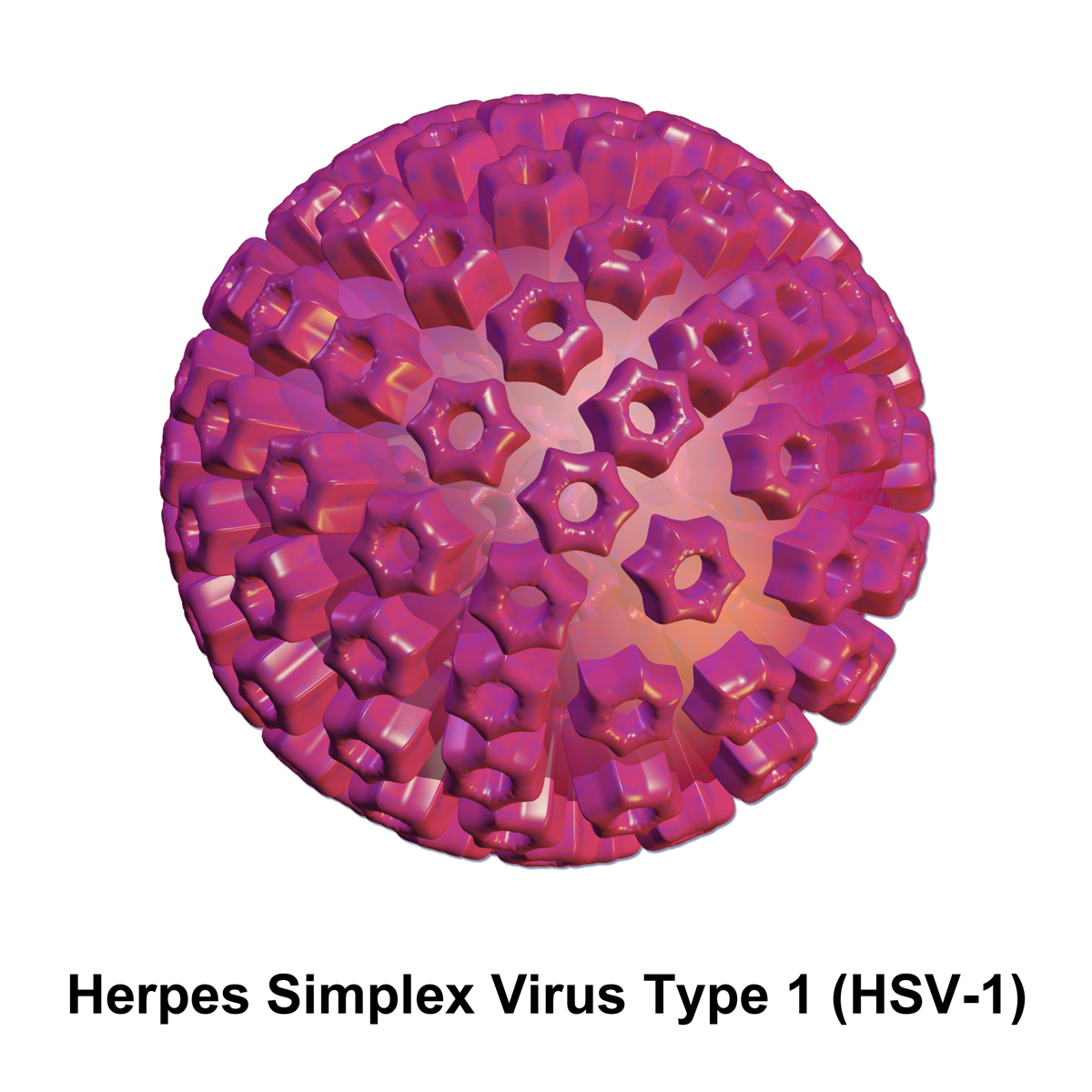
Virus de herpes.

## Etimología
El herpes debe su nombre al término griego herpein (ἕρπειν), que significa «reptar» o «arrastrar», haciendo alusión a la forma de serpiente de las lesiones cutáneas causadas por algunos de estos agentes infecciosos microscópicos.

## Patogenia
El virus del herpes simple es un agente infeccioso común de piel, genitales y la mucosa oral y faringea en humanos. Puede causar úlceras corneales y queratitis. Ocasionalmente, en situaciones como inmunosupresión terapéutica, cáncer, alcoholismo, o grandes quemaduras, puede causar infecciones más peligrosas como neumonía.
La infección con herpes simple por lo general ocurre por reactivación del virus endógeno del nervio vago o trigémino del hospedador. 
 
El virus hace contacto con células de la piel por intermedio de receptores y ligandos específicos, tal como las células parabasales e intermedias genitales de la vagina y cérvix causando inflamación localizada. La inflamación se caracteriza histológicamente por células gigantes y multinucleadas, notable degeneración por englobamiento, edema y presencia de inclusiones eosinofílicas intranucleares denominadas Cowdry tipo A. Por ser un virus citolítico, las células infectadas son destruidas produciendo como resultado pústulas y costras en la mucosa infectada. El virus tiene la capacidad de migrar a los ganglios de las raíces dorsales y posteriores pudiendo causar latencia.

## Modo de contagio del herpes
El virus del herpes simple puede ser encontrado en las vesículas que causa y ser liberado por la rotura de las mismas.

### Herpes labial
Las infecciones mucocutáneas se manifiestan con un cúmulo de pequeñas vesículas dolorosas sobre una base eritematosa. 

La infección inicial de herpes oral ocurre normalmente en la niñez y no está clasificada como una enfermedad de transmisión sexual. El 80% de la población adulta es candidata a portar el HSV-1 y suele haberlo adquirido de una forma no sexual.

El herpes como patógeno muestra un ciclo lítico rápido y la capacidad de invadir neuronas sensoriales. En el sistema nervioso se produce una restricción de la expresión del genoma viral y se establece la fase de latencia.
Estos periodos de latencia se alternan con otros periodos de reactivación, en los cuales el virus puede ser transportado a través del axón hasta la periferia, produciendo una infección lítica a nivel de las células epiteliales.

### Herpes genital
El herpes genital es una enfermedad de transmisión sexual causada por el virus del herpes humano (HSV en inglés) de tipo 1 o tipo 2. Causa lesiones genitales ulcerosas. 

Por lo general, una persona suele infectarse con el HSV-II durante la relación sexual con alguien que ya tenga la infección por HSV-II genital. La transmisión puede darse a partir de una pareja sexual infectada que tiene una vesícula que no es visible y que no sepa que está infectada.

El HSV tipo I solo es responsable del 5 al 10% de los herpes genitales, aunque ambos tipos de virus pueden ser transmitidos por contacto sexual.

## Diagnóstico
El diagnóstico se realiza mediante la clínica y puede confirmarse con pruebas de laboratorio mediante cultivo (microbiología), polimerasa PCR, inmunofluorescencia directa o pruebas serológicas.

### Prueba serológica
Un resultado positivo a la IgG del VHS1 y negativo al VHS2, siendo negativo a la IgM de ambos, indica que la persona ha tenido contacto de larga data, no reciente, con el Virus del Herpes Simple tipo 1; y muy posiblemente se haya dado en la infancia. Este es el tipo de resultado más común dada la incidencia de porcentaje mundial.
De manera inversa, si la IgG es negativa y la IgM positiva, puede significar una infección muy reciente; así como también ambas positivas, indicando un contacto reciente e infección en curso.
En menor frecuencia, un resultado negativo en IgG e IgM, indicará que no hay infección ni contacto con el virus.

## Tratamiento
Realmente no existe ningún tratamiento que elimine por completo del organismo la infección por el virus de Herpes Simple (HSV en inglés) ya que, una vez que el virus entra en un organismo, permanecerá siempre en este de forma inactiva con recidivas (reapariciones) ocasionales. Existen medicamentos que pueden reducir la frecuencia con la que aparecen los episodios herpéticos, la duración de estos y el daño que causan.
Es importante el tratamiento profiláctico ante la aparición de los brotes; contribuye a que la recuperación sea rápida y que no se contagie a otras personas:
- Mantener la parte infectada limpia.
- No tocar, o tocar lo menos posible, las lesiones.
- Lavarse muy bien las manos antes y después del contacto con las lesiones.
- En caso de herpes genital, evitar el contacto sexual hasta que las erupciones se hayan curado completamente.
- En caso de herpes labial, evitar tener contacto directo hacia otras personas con el área infectada, desde que los primeros síntomas aparecen hasta que las erupciones se han curado completamente.

El herpes simple suele responder al aciclovir tópico.  Es aún más efectivo el aciclovir o derivados en tabletas por vía oral. Si las recidivas del herpes simple son muy frecuentes y afectan la calidad de vida, entonces se puede dar el aciclovir o valaciclovir por vía oral todos los días, lo que se conoce como terapia supresiva. Aunque estos agentes pueden reducir la intensidad de la infección, no la curan.
Es importante disminuir o evitar el consumo de bebidas alcohólicas, azúcar refinada, y otros alimentos que generen la aparición del virus, se recomienda no exponerse mucho al sol, en pacientes con HSV2 la parte inferior del cuerpo debe estar protegida del Sol, descansar lo suficiente, evitar en lo posible situaciones de estrés, emocional o físico (igualmente relacionado con la parte inferior del cuerpo), el cambio de alimentación es esencial para evitar los rebrotes.
Se debe evitar  medicamentos que pueden ocasionar lesiones en piel y mucosas: consultar con el especialista.
Subir las defensas naturales del cuerpo mediante complementos vitaminados, alimentos naturales o medicamentos recetados, es primordial para evitar las recurrencias, pero siempre tener en cuenta que una vez que el virus se manifiesta es necesario hacer el tratamiento que el médico recete para cada caso (por lo general con Aciclovir por un determinado tiempo) y como complemento cualquier otra alternativa que se pruebe como ayuda para frenar el periodo natural del virus. Por lo general las molestias desaparecen a los tres días usando el antiviral que  recete  el médico tratante, tratamiento que generalmente dura cinco días.

## Prevención

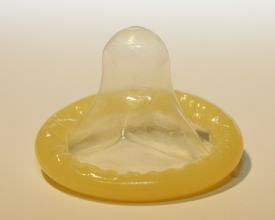
La protección de barrera, como el preservativo, puede reducir el riesgo de transmisión del herpes.

Como ocurre con casi todas las infecciones de transmisión sexual, las mujeres son más susceptibles de contraer el VHS-2 genital que los hombres. Anualmente, sin el uso de antivirales o preservativos, el riesgo de transmisión del VHS-2 de varón infectado a mujer es de alrededor del 8-11%. Se cree que esto se debe a la mayor exposición del tejido mucoso a posibles focos de infección. El riesgo de transmisión de mujer infectada a hombre es de alrededor del 4-5% anual. La terapia antiviral supresora reduce estos riesgos en un 50%. Los antivirales también ayudan a prevenir el desarrollo de VHS sintomático en escenarios de infección, lo que significa que la pareja infectada será seropositiva pero libre de síntomas en aproximadamente un 50%.  El uso del preservativo también reduce significativamente el riesgo de transmisión. El uso del preservativo es mucho más eficaz para prevenir la transmisión de hombre a mujer que viceversa. La infección previa por VHS-1 puede reducir el riesgo de adquisición de la infección por VHS-2 entre las mujeres en un factor de tres, aunque el único estudio que afirma esto tiene un pequeño tamaño de muestra de 14 transmisiones de 214 parejas.
Sin embargo, los portadores asintomáticos del virus VHS-2 siguen siendo contagiosos.  En muchas infecciones, el primer síntoma que presentan las personas es la transmisión horizontal a una pareja sexual o la transmisión vertical del herpes neonatal a un recién nacido a término. Dado que la mayoría de las personas asintomáticas no son conscientes de su infección, se considera que tienen un alto riesgo de propagar el VHS.
En octubre de 2011, se informó de que el fármaco tenofovir contra el VIH, cuando se utiliza tópicamente en un gel vaginal microbicida, reduce la transmisión sexual del virus del herpes en un 51%.

### Métodos de barrera
Los preservativos ofrecen una protección moderada frente al VHS-2 tanto en hombres como en mujeres, y los usuarios constantes de preservativos tienen un riesgo un 30% menor de contraer el VHS-2 en comparación con los que nunca usan preservativos. Un preservativo femenino puede proporcionar una mayor protección que el preservativo masculino, ya que cubre los labios vaginales. El virus no puede atravesar un preservativo sintético, pero la eficacia de un preservativo masculino es limitada porque pueden aparecer úlceras herpéticas en zonas no cubiertas por él. Ningún tipo de preservativo evita el contacto con el escroto, el ano, las nalgas o la parte superior de los muslos, zonas que pueden entrar en contacto con úlceras o secreciones genitales durante la actividad sexual.  La protección contra el herpes simple depende del lugar de la úlcera; por lo tanto, si las úlceras aparecen en zonas no cubiertas por preservativos, abstenerse de mantener relaciones sexuales hasta que las úlceras estén completamente curadas es una forma de limitar el riesgo de transmisión. Sin embargo, el riesgo no se elimina, ya que aún puede producirse una excreción viral capaz de transmitir la infección mientras la pareja infectada es asintomática. El uso de preservativos o barreras dentales también limita la transmisión del herpes de los genitales de un miembro de la pareja a la boca del otro (o viceversa) durante el sexo oral. Cuando uno de los miembros de la pareja tiene una infección por herpes simple y el otro no, el uso de medicación antivírica, como valaciclovir, junto con un preservativo, disminuye aún más las posibilidades de transmisión a la pareja no infectada. Se están investigando microbicidas tópicos que contienen sustancias químicas que inactivan directamente el virus y bloquean la entrada del virus.

### Antivirales
Los antivirales pueden reducir la excreción asintomática; se cree que la excreción viral genital asintomática del VHS-2 se produce el 20% de los días al año en pacientes que no reciben tratamiento antiviral, frente al 10% de los días mientras reciben terapia antiviral.

### Embarazo
El riesgo de transmisión de la madre al bebé es mayor si la madre se infecta en torno al momento del parto (30% a 60%), ya que no habrá transcurrido suficiente tiempo para la generación y transferencia de anticuerpos maternos protectores antes del nacimiento del niño. Por el contrario, el riesgo desciende al 3% si la infección es recurrente, y es del 1-3% si la mujer es seropositiva tanto para el VHS-1 como para el VHS-2, y es inferior al 1% si no hay lesiones visibles. Las mujeres seropositivas para un solo tipo de VHS sólo tienen la mitad de probabilidades de transmitir el VHS que las madres seronegativas infectadas. Para prevenir las infecciones neonatales, se recomienda a las mujeres seronegativas que eviten el contacto oral-genital sin protección con una pareja seropositiva al VHS-1 y las relaciones sexuales convencionales con una pareja que tenga una infección genital durante el último trimestre del embarazo. Se aconseja a las madres infectadas por el VHS que eviten procedimientos que puedan causar traumatismos al bebé durante el parto (por ejemplo, electrodos en el cuero cabelludo del feto, fórceps y extractores de vacío) y, en caso de que haya lesiones, que opten por la cesárea para reducir la exposición del niño a secreciones infectadas en el canal del parto. El uso de tratamientos antivirales, como aciclovir, administrado a partir de la semana 36 de embarazo, limita la recurrencia del VHS y la excreción durante el parto, reduciendo así la necesidad de cesárea.
El aciclovir es el antiviral recomendado para la terapia supresora del herpes durante los últimos meses del embarazo.  El uso de valaciclovir y famciclovir, aunque puede mejorar el cumplimiento, tiene una seguridad menos determinada en el embarazo.